# Even Worse
 (avril 2018).
Si vous disposez d'ouvrages ou d'articles de référence ou si vous connaissez des sites web de qualité traitant du thème abordé ici, merci de compléter l'article en donnant les références utiles à sa vérifiabilité et en les liant à la section « Notes et références ».
Albums de "Weird Al" Yankovic
Polka Party!
(1986) UHF - Original Motion Picture Soundtrack and Other Stuff
(1989)
Singles
1. Fat
Sortie : 12 avril 1988
2. Lasagna
Sortie : 27 mai 1988
3. I Think I'm a Clone Now
Sortie : 14 juin 1988

Even Worse est le cinquième album studio du chanteur et parodiste américain « Weird Al » Yankovic, sorti en avril 1988.

## Présentation
L'album est produit par l'ancien guitariste du groupe The McCoys, Rick Derringer. Enregistré entre novembre 1987 et février 1988, cet album permet de revitaliser la carrière de Yankovic après l'échec critique et commercial de son précédent opus Polka Party! (1986).
La musique, sur Even Worse, est construite autour de parodies et de pastiches de musique pop et rock du milieu des années 1980.
La moitié de l'album est composée de parodies, mettant en vedette des imitations de Michael Jackson, George Harrison, Tiffany, Billy Idol ou encore la version de Los Lobos de la chanson folklorique La bamba.
L'autre moitié de l'album présente des titres originaux, de nombreuses « parodies de style » ou des caricatures musicales qui s'approchent — mais ne copient pas — des artistes existants. Elles incluent des imitations d'artistes spécifiques tels que Oingo Boingo, les Beastie Boys et James Taylor.
Even Worse a la particularité d'être l'un des deux albums de Yankovic dépourvu de toute interprétation « polka » de chansons pop ou de medleys, l'autre album étant son premier opus "Weird Al" Yankovic (1983).
Le titre et la pochette de cet album sont, eux-mêmes, des parodies de celui de Michael Jackson en 1987, Bad.
Even Worse est accueilli avec des critiques plutôt positives et culmine à la 27e place du classement américain Billboard 200, devenant l'album le plus vendu de Yankovic.
L'album a également produit l'un des singles à succès de Yankovic, Fat, une parodie de la chanson Bad de Michael Jackson, qui atteint la 99e position du Billboard Hot 100, devenant un incontournable sur MTV.
Aux États-Unis, l'album est rapidement certifié, par la RIAA, disque d'or et, début 1994, disque de platine (avec des ventes de plus d'un million d'exemplaires) devenant ainsi le premier disque de platine de Yankovic.
Fat remporte, plus tard, un Grammy Award pour le « meilleur concept de vidéo musicale » (en anglais : Best Concept Music Video) à la 31e cérémonie annuelle (1988).

## Liste des titres
| 1.    | Fat                                | Michael Jackson, Alfred Yankovic                                        | Bad de Michael Jackson                                           | 3:37 |
| 2.    | Stuck in a Closet with Vanna White | Yankovic                                                                | Original                                                         | 4:58 |
| 3.    | (This Song's Just) Six Words Long  | Rudy Clark, Yankovic                                                    | Got My Mind Set on You, telle qu'interprétée par George Harrison | 3:37 |
| 4.    | You Make Me                        | Yankovic                                                                | Style parodique de Oingo Boingo,                                 | 3:06 |
| 5.    | I Think I'm a Clone Now            | Ritchie Cordell, Yankovic                                               | I Think We're Alone Now, telle qu'interprétée par Tiffany        | 3:20 |
| 6.    | Lasagna                            | Yankovic                                                                | La bamba, telle qu'interprétée par Los Lobos                     | 2:46 |
| 7.    | Melanie                            | Yankovic                                                                | Original                                                         | 3:58 |
| 8.    | Alimony                            | Tommy James, Bo Gentry, Ritchie Cordell, Robert "Bobby" Bloom, Yankovic | Mony Mony, telle qu'interprétée par Billy Idol                   | 3:16 |
| 9.    | Velvet Elvis                       | Yankovic                                                                | Style parodique de The Police                                    | 4:30 |
| 10.   | Twister                            | Yankovic                                                                | Style parodique de Beastie Boys                                  | 1:03 |
| 11.   | Good Old Days                      | Yankovic                                                                | Style parodique de James Taylor,                                 | 3:21 |
| 37:38 |                                    |                                                                         |                                                                  |      |

## Crédits
| - "Weird Al" Yankovic : chant, accordéon, claviers - Steve Jay : basse, chœurs - Jon "Bermuda" Schwartz : batterie, percussions - Jim West : guitare, mandoline, chœurs - Rick Derringer : guitare - Joe Sublett : saxophone - Kim Bullard : synthétiseur - Ronny Jay : scratches - Nicolette Larson : chœurs | - Production : Rick Derringer - Arrangements : "Weird Al" Yankovic - Ingénierie, mixage : Tony Papa - Direction artistique : Tony Lane/Nancy Donald - Photographie : Sam Emerson |